# Palincsár Martin
Palincsár Martin (Esztergom, 1999. január 3. –) magyar utánpótlás-válogatott labdarúgó, az Szeged-Csanád Grosics Akadémia középpályása.

## Pályafutása

### Klubcsapatban
Az UTE utánpótlás csapatában kezdett el focizni, majd egy év után a Dalnoki Akadémiára került. Az ott eltöltött 3 év után az MTK-val kötött együttműködésnek köszönhetően a Sándor Károly Labdarúgó Akadémiára került. 
2017-ben az NBIII-ban szereplő MTK II-ben szerepelt, majd az ott nyújtott teljesítménye alapján a 2018-as évet már az NBII-es Budaörsnél kezdte. További fejlődése érdekében a 2018–2019-es szezont is a másodosztályban a BSS Monornál töltötte, ahol minden mérkőzésen kezdőként lépett pályára. 2019-ben ismét az NBII-ben játszott, de immár MTK játékosként. A szezonban kiváló teljesítményt nyújtott, a csapat alapembere lett. Az idény végén a szurkolók őt választották a szezon felfedezettjének. A feljutás utáni nyáron a klub 2024-ig szerződést hosszabbított vele, és megkapta a 10-es mezszámot. A 2020–2021-es szezonban bemutatkozott az első osztályban.

### A válogatottban
2014-től állandó tagja a korosztályos válogatottaknak. 2021 márciusában Gera Zoltán szövetségi edző nevezte őt a 2021-es U21-es labdarúgó-Európa-bajnokságon szereplő magyar válogatott keretébe.

## Statisztikái

### Klubcsapatokban
Legutóbb: 2021. május 15-én lett frissítve.
| Klub             | Szezon           | Bajnokság        | Bajnokság | Bajnokság | Kupa  | Kupa  | Nemzetközi | Nemzetközi | Egyéb | Egyéb | Összes | Összes |
| Klub             | Szezon           | Liga             | Mérk.     | Gólok     | Mérk. | Gólok | Mérk.      | Gólok      | Mérk. | Gólok | Mérk.  | Gólok  |
| ---------------- | ---------------- | ---------------- | --------- | --------- | ----- | ----- | ---------- | ---------- | ----- | ----- | ------ | ------ |
| MTK Budapest II  | 2017–18          | NB III           | 12        | 1         | —     | —     | —          | —          | 0     | 0     | 12     | 1      |
| MTK Budapest II  | Összesen         | Összesen         | 12        | 1         | 0     | 0     | 0          | 0          | 0     | 0     | 12     | 1      |
| Budaörs          | 2017–18          | NB II            | 14        | 1         | 0     | 0     | —          | —          | 0     | 0     | 14     | 1      |
| Budaörs          | Összesen         | Összesen         | 14        | 1         | 0     | 0     | 0          | 0          | 0     | 0     | 14     | 1      |
| Monor            | 2018–19          | NB II            | 34        | 6         | 1     | 0     | —          | —          | 0     | 0     | 35     | 6      |
| Monor            | Összesen         | Összesen         | 34        | 6         | 1     | 0     | 0          | 0          | 0     | 0     | 35     | 6      |
| MTK Budapest     | 2019–20          | NB II            | 22        | 3         | 7     | 0     | —          | —          | 0     | 0     | 29     | 3      |
| MTK Budapest     | 2020–21          | NB I             | 19        | 0         | 5     | 0     | —          | —          | 0     | 0     | 24     | 0      |
| MTK Budapest     | Összesen         | Összesen         | 41        | 3         | 12    | 0     | 0          | 0          | 0     | 0     | 53     | 3      |
| Karrier összesen | Karrier összesen | Karrier összesen | 101       | 11        | 13    | 0     | 0          | 0          | 0     | 0     | 114    | 11     |

## Sikerei, díjai
MTK Budapest
- NB II aranyérmes: 2019–20